# Rugby à XV en Australie
Le rugby à XV est un sport populaire en Australie, particulièrement dans les États du Queensland, de Nouvelle-Galles du Sud et du Territoire de la capitale australienne. 

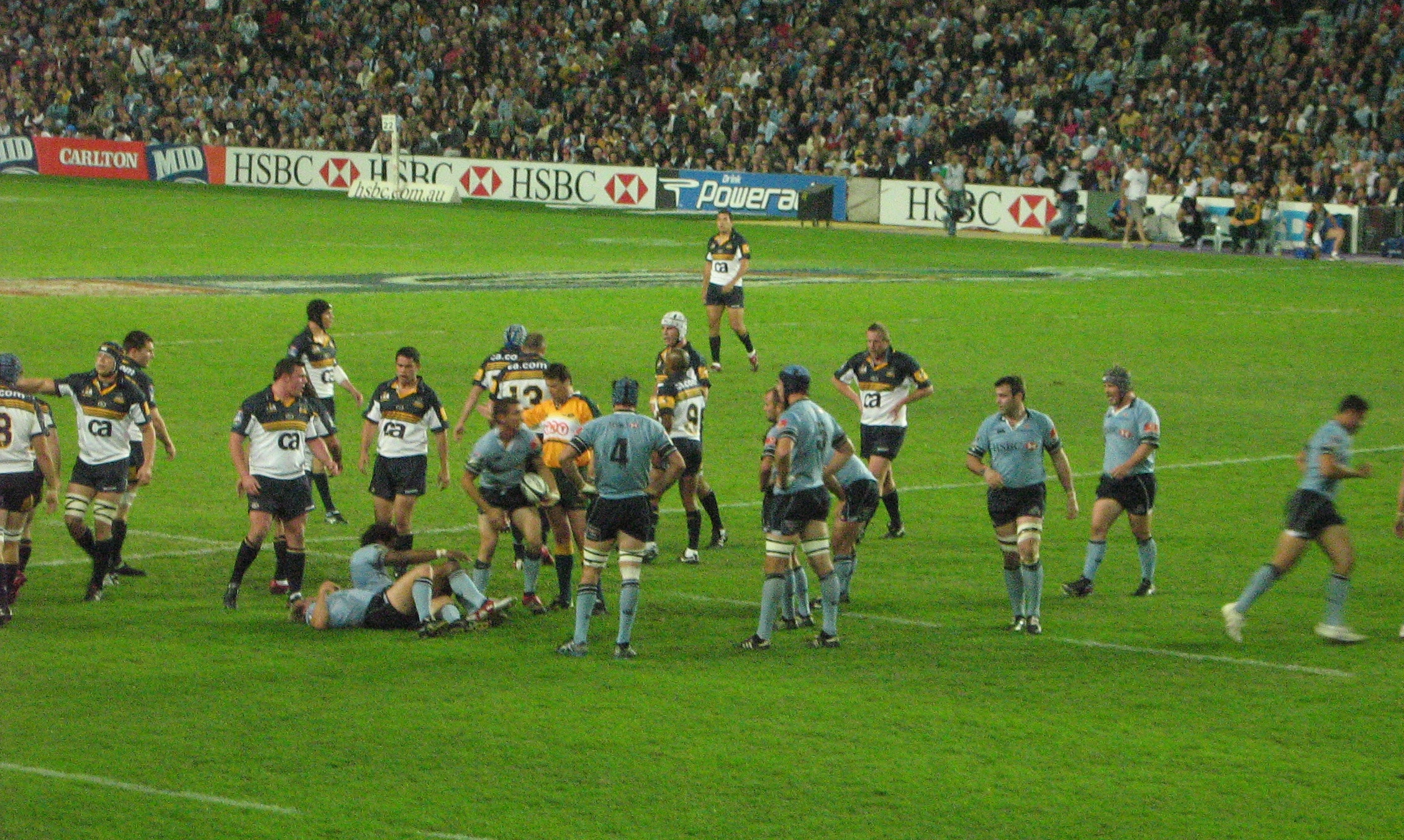
Rencontre Brumbies-Waratahs lors du Super 14

Cinq franchises australiennes (Reds, Waratahs, Brumbies, Force et Rebels) participent au Super 15, qui est une compétition internationale provinciale. Il n'y avait pas de compétition nationale au niveau au-dessous du Super 15, mais de compétitions de province ou d'État, comme le Shute Shield et le Queensland Premier Rugby. La création d'une compétition nationale a toujours été évoquée surtout depuis le début de l'ère professionnelle (en 1995). En 2007, l'Australian Rugby Championship est organisée qui n'existera que lors d'une seule édition. En 2013, est lancé le National Rugby Championship.
La Fédération australienne de rugby à XV, l'Australian Rugby Union (ARU), a la charge d'organiser et de développer le rugby à XV en Australie. Elle gère l'équipe d'Australie de rugby à XV.
Les Wallabies disputent chaque année le Tri-nations contre les équipes de Nouvelle-Zélande et d’Afrique du Sud, ils effectuent aussi régulièrement des tournées pour se confronter aux équipes européennes et rencontrent ces équipes tous les quatre ans lors de la coupe du monde de rugby. La sélection australienne est la seule formation, avec l'Afrique du Sud et la Nouvelle-Zélande, à compter deux titres de champion de monde, en 1991 et 1999. 

## Historique
Le premier club de rugby à XV créé en Australie le fut à l’Université de Sydney en 1864. Une décennie plus tard, la Southern Rugby Union était apparue à la suite d’une réunion à l’Oxford Hotel à Sydney et une compétition de club avait été créée à Sydney, mais était administrée depuis le siège du rugby anglais à Twickenham. 1876 voit les premiers matchs de rugby à XV disputés sur le sol du Queensland. L’année suivante, deux matchs intercodes sont disputés : le Sydney Waratah Club bat le Carlton FC dans un match de rugby à XV, et ce dernier prend sa revanche lors d’un match de football australien. En 1881, l’organisation du championnat de Sydney est confiée à la Southern Rugby Union et n’est donc plus gérée depuis l’Angleterre. En 1882, le premier match inter-colonies oppose la Nouvelle-Galles du Sud au Queensland, et est remporté par les premiers sur le score de 28 à 4.
Le 2 novembre 1883, la Northern Rugby Union est formée pour administrer le rugby dans l’État du Queensland après une réunion à l’Exchange Hotel. Ceci conduit un grand nombre d’écoles à choisir le rugby plutôt que ce que l’on appelait alors Melbourne Rules, aujourd’hui le football australien. La même année la Southern Rugby Union entreprend sa première tournée en Nouvelle-Zélande, l’année suivante une sélection néo-zélandaise se rend en Australie, et le Queensland organise son premier championnat de clubs. En 1888, la Melbourne Rugby Union est fondée en Victoria. En 1892 les deux unions existantes abandonnent les termes Northern et Southern dans leurs noms et les remplacent respectivement par Queensland et New South Wales pour former les Queensland Rugby Union et New South Wales Rugby Union. Cette même année se déroule la première tournée des Lions britanniques et irlandais bien que n’étant pas reconnue par les instances officielles en Europe. Le groupe de 21 joueurs se rend en Australie et en Nouvelle-Zélande.
En 1899, l’équipe nationale d’Australie dispute son premier match, et la Hospital’s cup devient une compétition annuelle au Queensland. En 1903, l’Australie joue son premier test-match contre les All Blacks devant 30 000 personnes au Sydney Cricket Ground. En 1907, les australiens affrontent à nouveau les All Blacks sur le même terrain mais cette fois devant 50 000 spectateurs.

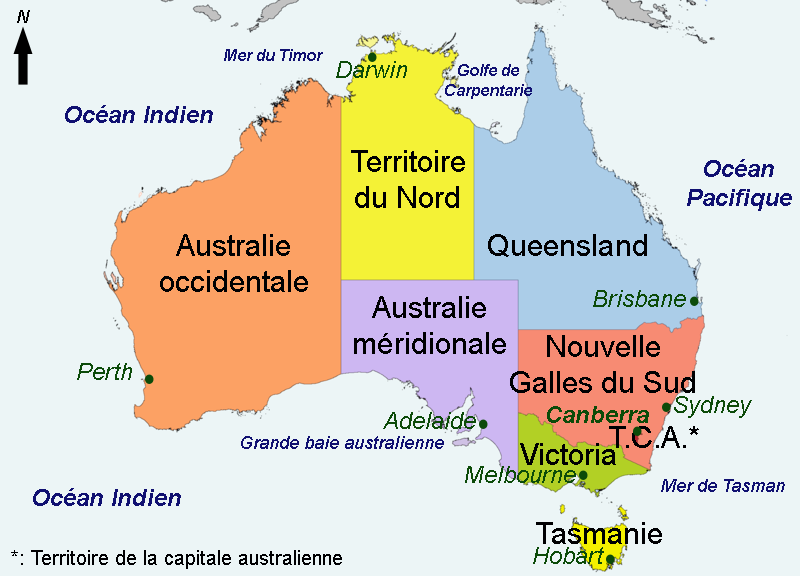
États d'Australie.

En 1908, le rugby à XIII arrive en Australie. Ceci a un grand impact sur le rugby à XV dans le Queensland et la Nouvelle-Galles du Sud, particulièrement dans les zones rurales. La Queensland Rugby Union est dissoute en 1919. Un grand nombre d’internationaux passent au code rival. Bien que 1908 soit restée célèbre pour la création du rugby à XIII, une équipe australasienne de rugby à XV, la seule à ce jour, participe aux Jeux olympiques d'été de 1908 à Londres et remporte la médaille d’or en battant la Grande-Bretagne, bien que 11 de ses joueurs soient sur le point de passer à XIII.
En 1928, la Queensland Rugby Union se reforme et les écoles et principaux clubs reviennent au rugby à XV. En 1931, le gouverneur de Nouvelle-Zélande fait don d'un trophée sportif appelé Bledisloe Cup, nommée d’après Charles Bathurst, 1er vicomte Bledisloe, devant être disputé par l’Australie et la Nouvelle-Zélande. Le premier match de Bledisloe Cup est disputé cette année-là à l’Eden Park, mais il y a débat pour savoir si la coupe fut officiellement disputée pour la première fois à l’occasion de ce match, où lors de la tournée de la Nouvelle-Zélande en Australie l’année suivante.
À la fin des années 1940, une fédération nationale, l'Australian Rugby Union est créée, la New South Wales Rugby Union ayant jusqu’alors été le principal organe administratif. L’ARU rejoint l’International Rugby Board en 1949. En 1987, la première coupe du monde de rugby se déroule en Australie et en Nouvelle-Zélande, ces deux pays ayant été à l’origine de la création de la compétition par l’IRB. L’Australie est éliminée par la France en demi-finale. En 1991 l’Australie devient championne du monde en remportant la coupe du monde organisée en Angleterre.
Avec l’arrivée du professionnalisme, des changements majeurs affectent le rugby de club et le rugby international. Le Super 12 apparaît en 1996. Cette compétition regroupe douze équipes provinciales d’Australie, de Nouvelle-Zélande et d’Afrique du Sud. L’Australie dispose de trois équipes dans cette compétition : les Queensland Reds, les New South Wales Waratahs et les ACT Brumbies. Elles seront rejointes par la Western Force en 2006. Les trois même pays créent également les Tri-nations, une compétition annuelle disputée par leurs équipes nationales respectives.

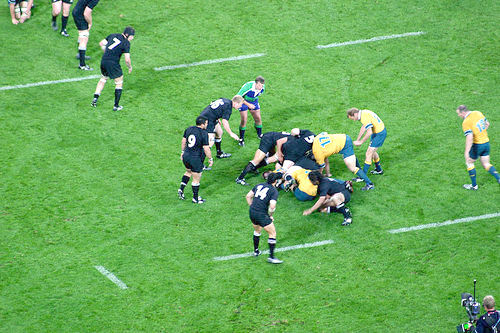
Rencontre All Blacks / Wallabies lors du Tri Nations

Alors que la coupe du monde doit se tenir en Australie, quelques grands noms du rugby à XIII passent à XV comme Wendell Sailor, Mat Rogers ou Lote Tuqiri. La coupe du monde 2003 se déroule en Australie. Les matchs se disputent à travers tout le pays dans des villes comme Sydney, Brisbane, Melbourne, Perth, Adelaide, Canberra, Townsville, Wollongong ou Launceston. L’événement est un énorme succès. L’Australie atteint la finale mais est battue en prolongations par l’Angleterre.

## Institutions dirigeantes
Le rugby à XV est géré en Australie par la Fédération australienne de rugby à XV, l'Australian Rugby Union (ARU). Elle appartient à l’International Rugby Board (IRB). Elle est constituée de fédérations de chaque État. La New South Wales Rugby Union et le Queensland Rugby Union sont traditionnellement les membres dominants, le rugby à XV est davantage développé dans ces deux régions. Cependant, chaque état et territoire d'Australie (la Nouvelle-Galles du Sud, le Queensland, l’Australie-Méridionale, l’Australie-Occidentale, la Tasmanie, Victoria, le Territoire de la capitale australienne (Canberra) et le Territoire du Nord) est représenté par leur fédération respective, et dans les années récentes, l'ACT and Southern NSW Rugby Union s'est élevée au même niveau que le NSW et le Queensland. L'ARU est fondée en 1949 et avant cette date c’était la New South Wales RU qui était chargée de l’organisation des tournées et de représenter l’Australie à l’IRB.

## Popularité
La pratique du sport en Australie est très populaire, les conditions sont idéales, l’engouement est grand. Le sport est une religion en Australie. Comme dans les pays occidentaux, la couverture croissante des médias, notamment par le premier d’entre eux, la télévision, et la pratique de jeux vidéo à thème sportif ont mis en lumière le sport. De nombreux sports sont pratiqués, les plus populaires sont la natation, le football australien, le golf, le football ou soccer, le rugby à XIII, le cricket et enfin le rugby à XV. 
Selon le rapport de Sweeney Sports de 2006, établi sur la participation, le nombre de spectateurs et la couverture des médias, les principaux sports en Australie sont la natation (61 %), le cricket (54 %), le football australien (54 %), le tennis (52 %), le football (soccer) (50 %), suivis par le rugby à XIII (42 %), et le rugby à XV (40 %).
Contrairement à ce qui se passe chez leurs voisins néo-zélandais, le rugby à XV n’est pas le sport le plus populaire des Australiens. Il connaît quand même un grand succès populaire depuis qu'il s'est implanté sur le continent en 1864. Le rugby à XV, appelé plus simplement le rugby, est un des sports estivaux les plus populaires d’Australie, et il est pratiqué autant à un niveau professionnel qu’amateur ou de loisir. Les joueurs aborigènes, ou des îles, peuvent suivant la saison, pratiquer le rugby à XV, le rugby à XIII et le football australien.

## Compétitions de clubs

### Franchises

#### Super Rugby

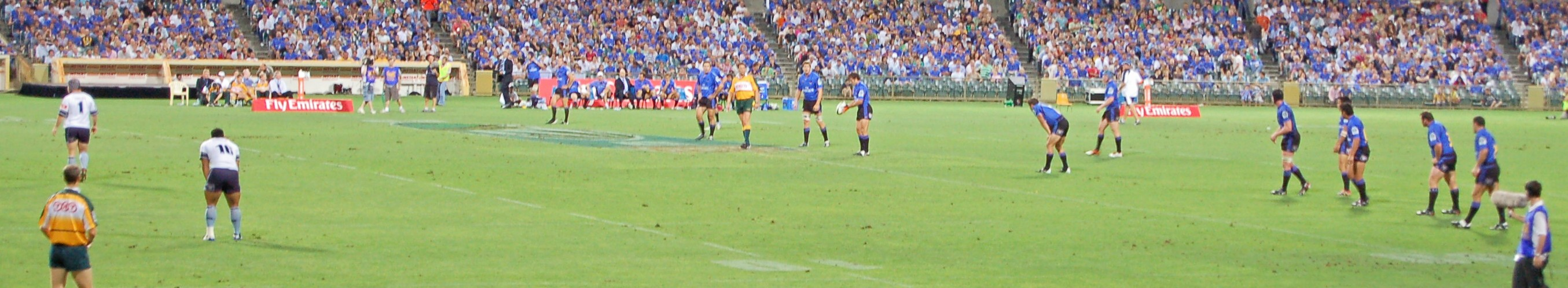
Rencontre Western Force (Bleu) / New South Wales Waratahs (Blanc) lors du Super 14 en 2006

Le Super Rugby est une compétition internationale regroupant 15 équipes régionales d’Australie, Nouvelle-Zélande et Afrique du Sud. L’Australie dispose de quatre équipes dans la compétition : les Queensland Reds, les New South Wales Waratahs, les ACT Brumbies et les Melbourne Rebels.
Jusqu'en 2017, l'Australie disposait d'une cinquième franchise Western Force, jusqu'à son éviction. Les dirigeants créés alors le Global Rapid Rugby.

#### Australian Provincial Championship
L’Australian Provincial Championship était une compétition nationale disputé en 2006. Elle regroupait les quatre franchises australiennes participant au Super 14.

### Nationales

#### Australian Rugby Championship
(Voir article principal à Australian Rugby Championship)
Le Australian Rugby Championship, compétition nationale disputée par 8 franchises professionnelles, avait pour but de combler le fossé existant entre le rugby de club et le Super 14. On y trouvait trois équipes de Nouvelle-Galles du Sud, deux du Queensland, une de l’ACT, une du Victoria et une d’Australie-Occidentale. Elle s'est déroulée d'août à octobre 2007 et n'a connu qu'une seule édition en raison d'un déficit financier trop important.

#### National Rugby Championship
Le National Rugby Championship, créé en 2014 par la fédération australienne sur le model de l'Australian Rugby Champioship, est une compétition nationale ayant pour but d'avoir un niveau intermédiaire entre Super Rugby et championnats locaux d'état. Huit équipes participent à ce championnat :
- trois pour Sydney (Nouvelle-Galles du Sud, Waratahs),
- une pour Brisbane (Queensland, Reds),
- une pour Gold Coast (Queensland, Reds),
- une pour Perth (Australie-Occidentale, Western Force),
- une pour Melbourne (Victoria, Rebels),
- une pour Canberra (Territoire de la capitale australienne, Brumbies).

#### Australian Rugby Shield
L’Australian Rugby Shield est une compétition nationale regroupant des équipes des zones où le rugby à XV est peu implanté : zones rurales du Queensland et de Nouvelle-Galles du Sud, Victoria, Territoire du Nord, Australie-Méridionale, Australie-Occidentale, Tasmanie. Compétition arrêté en 2008.

### Locales

#### Shute Shield
Le Shute Shield est une compétition regroupant les 14 meilleurs clubs de la région de Sydney. Elle fut disputée pour la première fois en 1922. Ses meilleurs joueurs peuvent être sélectionnés pour l'équipe représentative de l'État de Nouvelle-Galles du Sud, les Waratahs.

#### Tooheys New Cup
La Tooheys New Cup est une compétition créée par la New South Wales Rugby Union en 2002 pour créer un niveau intermédiaire entre les compétitions de club et le Super 14. Elle a été arrêtée en 2006.

#### Queensland Premier Rugby
La compétition de Queensland Premier Rugby fut créée à partir des compétitions de club de Brisbane. Elle constitue la base sur laquelle s’appuient les Queensland Reds.

## Équipe nationale
L'équipe d'Australie de rugby à XV est l’équipe nationale de rugby à XV d'Australie. Elle est considérée comme l’une des meilleures sélections nationales au monde de par son palmarès. L’équipe d'Australie porte le surnom de « Wallabies ». Elle dispute chaque année le Tri-nations contre les équipes de  Nouvelle-Zélande et d’Afrique du Sud, elle effectue aussi régulièrement des tournées pour se confronter aux équipes européennes et rencontre ces équipes tous les quatre ans lors de la coupe du monde de rugby.
Rivale séculaire des All Blacks, la sélection australienne est la première formation à compter deux titres de champion de monde, en 1991 et 1999. John Eales, Jason Little, Tim Horan et Phil Kearns participèrent à ces deux finales historiques.
Les « Wallabies » ont également perdu la finale de l’édition 2003 contre l’Angleterre dans la prolongation. L'équipe d'Australie est sous le patronage de l’Australian Rugby Union.

## Couverture médiatique
La création de la Coupe du monde de rugby, puis la création du SANZAR et la notoriété acquise par le Rugby Championship et le Super 14 ont attiré plus de sponsors dans le rugby, ce qui a profité aux meilleurs joueurs qui ont pu avoir de meilleurs contrats. En Australie, une grande chaîne de télévision Fox Sports retransmet les matchs de Super 14 et des tests, Channel Seven retransmet également des test-matchs.

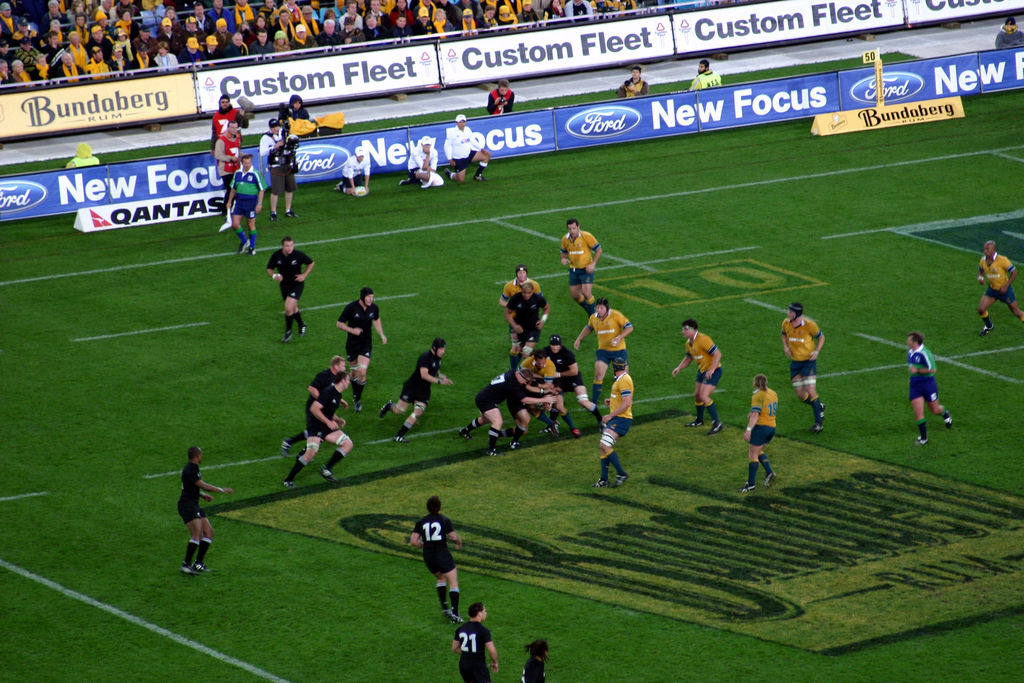
Rencontre Australie-Nouvelle-Zélande au Telstra Stadium, le 13 août 2005.

Les matchs du The Rugby Championship et du Super 14 sont retransmis dans le monde entier, ce qui représente des gains financiers intéressants pour les clubs et la fédération australienne. Les Wallabies disputent chaque année six matchs du Rugby Championship, auxquels il faut ajouter des test-matchs contre des équipes européennes et tous les quatre ans les matchs de la coupe du monde. Les clubs ou provinces disputent des compétitions nationales et quatre franchises d’Australie participent chaque année au Super 14 qui met aux prises des équipes d'Australie, de Nouvelle-Zélande et d’Afrique du Sud.
Les droits de retransmission télévisuelle du Rugby Championship et du Super 14, et la visualisation de marques sur les panneaux publicitaires dans les stades représentent des sources de revenu importantes pour l’économie australienne, on peut ajouter aussi la vente de maillots des Wallabies, l'un des maillots de sport les plus connus au monde.